# 111468 Alba Regia
111468 Alba Regia (2001 YD5) egy, a fő kisbolygóövbe tartozó kisbolygó, melyet 2001. december 23-án fedezett föl Sárneczky Krisztián és Fűrész Gábor a Piszkéstetői Obszervatóriumban. Az elnevezés Székesfehérvár latin nevére utal.

## Külső hivatkozások
- A 111468 Alba Regia kisbolygó a JPL Small-Body adatbázisában